# Марвін Зегелар
Марвін Зегелар (нід. Marvin Zeegelaar, нар. 12 серпня 1990, Амстердам) — нідерландський футболіст, лівий захисник і півзахисник.

## Ігрова кар'єра

### Ранні роки
Марвін Зегелар народився 12 серпня 1990 року в Амстердамі. Футболом став займатися з 1997 року в юнацькій команді клубу «Зебюргія», де грав на позиції захисника. У віці 12 років Марвін залишив рідний Амстердам та відправився в місто Ауд-Бейерланд, для того, щоб виступати за місцевий клуб ОСВ. Саме в цій команді Зегелар з часом почав грати на позиції лівого крайнього нападника. Через кілька років перспективний гравець опинився в юнацькій команді «Волендама».
З часом молодим нападаючим зацікавився амстердамський «Аякс», а також «Гарлем». Саме «Аякс», все ж зміг отримати талановитого гравця. Марвін став гравцем юнацької команди «Аякса» B1. Першим тренером в «Аяксі» для Марвіна став Браян Рой, відомий у минулому лівий крайній нападник «Аякса» в 1980-ті роки. Потім Зегелар грав за команди «Аякса» A2 і A1, тренером якого був Франк де Бур. До футбольного агента Марвіна, Міно Райола, навіть зверталися представники італійського «Ювентуса», але Райола порадив Зегелару залишитися в «Аяксі».

### «Аякс»
Дебют Марвіна в основному складі «Аякса» відбувся 12 листопада 2008 року у матчі 1/16 фіналу Куба Нідерландів проти «Волендама». На поле 18-річний футболіст з'явився на 91-й хвилині, замінивши півзахисника Сіма де Йонга. У гостях «Аякс» зазнав несподіваної поразки з рахунком 1:0, і завершив свій виступ у національному кубку. У січні 2009 року Марвін підписав професійний контракт з «Аяксом» до 30 червня 2011 року. У липні 2009 року, головний тренер «Аякса» Мартін Йол перевів Зегелара і ще кількох гравців молодіжного складу в основну команду.
У чемпіонаті Нідерландів Марвін дебютував 8 серпня 2009 року в домашньому матчі проти «Валвейка», Зегелар вийшов на заміну на 68-й хвилині, замінивши півзахисника Урбі Емануельсона. Матч завершився розгромною перемогою «Аякса» з рахунком 4:1, у складі переможців хет-триком відзначився капітан амстердамців Луїс Суарес, а також один м'яч забив захисник Грегорі ван дер Віл. 19 серпня Мартін Йол оголосив список гравців на майбутній перший матч раунду плей-офф Ліги Європи проти словацького «Слована», Зегелар був включений в список 18 гравців. На матч, що відбувся 20 серпня, Марвін був заявлений як запасний гравець, але вже в другому таймі на 70-й хвилині Зегелар вийшов замість Міралема Сулеймані, до цього часу його команда вигравала з рахунком 2:0. До 83-ї хвилини амстердамці вели вже з рахунком 4:0, покер був на рахунку капітана команди Луїса Суареса. Уже у компенсований арбітром час, Зегелар прорвався по лівому флангу та прострілив на Мітчелла Дональда, який спокійно переправив п'ятий м'яч у ворота «Слована».
24 січня 2011 року Марвін продовжив свій контракт до 30 червня 2012 року, крім того, «Аякс» вирішив віддати гравця в оренду до кінця сезону в клуб «Ексельсіор» для отримання ігрової практики.

### «Еспаньйол»
У середині червня 2011 року Марвін перейшов до табору іспанського «Еспаньйола», підписавши з клубом чотирирічний контракт. Проте виступав виключно в другій команді, яка грала у Терсері, четвертому за рівнем дивізіоні Іспанії

### «Елязигспор»
Не маючи шансу пробитись до основи іспанського клубу, влітку 2012 року футболіст перейшов до новачка турецької суперліги «Елязигспора», в якому за сезон зіграв у 19 матчах чемпіонату і допоміг команді зберегти прописку в еліті. Після цього по завершенні і сезону футболістом зацікавився англійський «Блекпул» з Чемпіоншипа, де Марвін на правах оренди провів другу частину 2013 року, але закріпитись так і незумів, через що на початку 2014 року повернувся в «Елязигспор». За підсумками сезону 2013/14 клуб зайняв 16 місце і вилетів з елітного турецького дивізіону, після чого Зегелар покинув клуб на правах вільного агента.

### Виступи в Португалії
У серпні 2014 року підписав дворічний контракт із португальським клубом «Ріу-Аве». Відіграв за клуб із Віла-ду-Конді півтора сезони. 
За півроку до завершення контракту гравця його клуб прийняв пропозицію від лісабонського «Спортінга» відпустити гравця за 400 тисяч євро. У столичному клубі, з яким нідерландець уклав контракт на три з половиною роки, він конкурував за місце на полі з бразильцем Джефферсоном Насіменто, утім протягом свого першого і єдиного повного сезону у команді взяв участь у 26 іграх в усіх турнірах.

### «Вотфорд» і «Удінезе»
31 серпня 2017 року уклав контракт з англійським «Вотфордом», у складі якого був здебільшого гравцем резерву.
Першу половину 2019 року провів в оренді в «Удінезе», а на початку 2020 року, не зігравши за останні півроку жодної гри за «Вотфорд», уклав з італійським клубом повноцінний контракт. Загалом захищав кольори команди з Удіне протягом трьох сезонів, так і не ставши гравцем основного складу. Залишив її по завершенні контракту влітку 2022 року. 

## Статистика виступів

### Статистика клубних виступів
Станом на 2 травня 2021
| Сезон                          | Команда                        | Чемпіонат                      | Чемпіонат | Чемпіонат | Національний кубок | Національний кубок | Національний кубок | Континентальні кубки | Континентальні кубки | Континентальні кубки | Інші змагання | Інші змагання | Інші змагання | Усього | Усього |
| Сезон                          | Команда                        | Ліга                           | Ігор      | Голів     | Ліга               | Ігор               | Голів              | Ліга                 | Ігор                 | Голів                | Ліга          | Ігор          | Голів         | Ігор   | Голів  |
| ------------------------------ | ------------------------------ | ------------------------------ | --------- | --------- | ------------------ | ------------------ | ------------------ | -------------------- | -------------------- | -------------------- | ------------- | ------------- | ------------- | ------ | ------ |
| 2009–10                        | «Йонг Аякс»                    | -                              | -         | -         | КН                 | 1                  | 0                  | -                    | -                    | -                    | -             | -             | -             | 1      | 0      |
| 2008–09                        | «Аякс»                         | ЕД                             | 0         | 0         | КН                 | 1                  | 0                  | КУЄФА                | 0                    | 0                    | -             | -             | -             | 1      | 0      |
| 2009–10                        | «Аякс»                         | ЕД                             | 2         | 0         | КН                 | 0                  | 0                  | ЛЄ                   | 1                    | 0                    | -             | -             | -             | 3      | 0      |
| серп.-груд. 2010               | «Аякс»                         | ЕД                             | 2         | 0         | КН                 | 0                  | 0                  | ЛЧ                   | 0                    | 0                    | СКН           | 0             | 0             | 2      | 0      |
| Усього за «Аякс»               | Усього за «Аякс»               | Усього за «Аякс»               | 4         | 0         |                    | 1                  | 0                  |                      | 1                    | 0                    |               | 0             | 0             | 6      | 0      |
| січ.-черв. 2011                | «Ексельсіор»                   | ЕД                             | 12+4      | 0         | КН                 | -                  | -                  | -                    | -                    | -                    | -             | -             | -             | 16     | 0      |
| 2011–12                        | «Еспаньйол Б»                  | ТД                             | 5         | 0         | -                  | -                  | -                  | -                    | -                    | -                    | -             | -             | -             | 5      | 0      |
| 2012–13                        | «Елязигспор»                   | СЛ                             | 19        | 0         | КТ                 | 2                  | 0                  | -                    | -                    | -                    | -             | -             | -             | 21     | 0      |
| set.-груд. 2013                | «Блекпул»                      | ЧФЛ                            | 2         | 0         | КА+КЛ              | 0+0                | 0                  | -                    | -                    | -                    | -             | -             | -             | 2      | 0      |
| січ.-трав. 2014                | «Елязигспор»                   | СЛ                             | 15        | 0         | КТ                 | 3                  | 0                  | -                    | -                    | -                    | -             | -             | -             | 18     | 0      |
| Усього за «Елязигспор»         | Усього за «Елязигспор»         | Усього за «Елязигспор»         | 34        | 0         |                    | 5                  | 0                  |                      | -                    | -                    |               | -             | -             | 39     | 0      |
| 2014–15                        | «Ріу-Аве»                      | ПЛ                             | 25        | 1         | КП+КЛ              | 6+6                | 0                  | ЛЄ                   | 0                    | 0                    | СП            | 0             | 0             | 37     | 1      |
| серп.-груд. 2015               | «Ріу-Аве»                      | ПЛ                             | 12        | 3         | КП+КЛ              | 3+1                | 0                  | -                    | -                    | -                    | -             | -             | -             | 16     | 3      |
| Усього за «Ріу-Аве»            | Усього за «Ріу-Аве»            | Усього за «Ріу-Аве»            | 37        | 4         |                    | 16                 | 0                  |                      | 0                    | 0                    |               | 0             | 0             | 53     | 4      |
| січ.-черв. 2016                | «Спортінг» (Лісабон)           | ПЛ                             | 11        | 0         | КП+КЛ              | 0+2                | 0+1                | ЛЄ                   | 0                    | 0                    | -             | -             | -             | 13     | 1      |
| 2016–17                        | «Спортінг» (Лісабон)           | ПЛ                             | 20        | 0         | КП+КЛ              | 1+0                | 0                  | ЛЧ                   | 5                    | 0                    | -             | -             | -             | 26     | 0      |
| Усього за «Спортінг» (Лісабон) | Усього за «Спортінг» (Лісабон) | Усього за «Спортінг» (Лісабон) | 31        | 0         |                    | 3                  | 1                  |                      | 5                    | 0                    |               | -             | -             | 39     | 1      |
| 2017–18                        | «Вотфорд»                      | ПЛ                             | 12        | 0         | КА+КЛ              | 1+0                | 0                  | -                    | -                    | -                    | -             | -             | -             | 13     | 0      |
| 2018-січ. 2019                 | «Вотфорд»                      | ПЛ                             | 0         | 0         | КА+КЛ              | 0                  | 0                  | -                    | -                    | -                    | -             | -             | -             | 0      | 0      |
| січ.-черв. 2019                | «Удінезе»                      | A                              | 11        | 0         | КІ                 | -                  | -                  | -                    | -                    | -                    | -             | -             | -             | 11     | 0      |
| 2019-січ. 2020                 | «Вотфорд»                      | ПЛ                             | 0         | 0         | КА+КЛ              | 0+0                | 0                  | -                    | -                    | -                    | -             | -             | -             | 0      | 0      |
| Усього за «Вотфорд»            | Усього за «Вотфорд»            | Усього за «Вотфорд»            | 12        | 0         |                    | 1                  | 0                  |                      | -                    | -                    |               | -             | -             | 13     | 0      |
| січ.-серп. 2020                | «Удінезе»                      | A                              | 13        | 0         | КІ                 | -                  | -                  | -                    | -                    | -                    | -             | -             | -             | 13     | 0      |
| 2020-2021                      | «Удінезе»                      | A                              | 21        | 1         | КІ                 | 1                  | -                  | -                    | -                    | -                    | -             | -             | -             | 22     | 1      |
| Усього за «Удінезе»            | Усього за «Удінезе»            | Усього за «Удінезе»            | 46        | 1         |                    | 1                  | -                  |                      | -                    | -                    |               | -             | -             | 47     | 1      |
| Усього за кар'єру              | Усього за кар'єру              | Усього за кар'єру              | 177+4     | 5         |                    | 27                 | 1                  |                      | 6                    | 0                    |               | 0             | 0             | 214    | 6      |

## Титули і досягнення
- Володар Кубка Нідерландів (1):

«Аякс»: 2009-10